# زرد مارتیوس
زرد مارتیوس (به انگلیسی: Martius yellow) یک ترکیب شیمیایی با شناسه پاب‌کم ۱۱۸۰۲ است. 